# OXO
OXO (cunoscut și sub numele de Noughts and Crosses) este un joc pe calculator de tip x și 0 făcut pentru computerul EDSAC în 1952. A fost scris de Alexander S. (Sandy) Douglas ca o ilustrare a tezei de doctorat despre interacțiunea om-computer. OXO a fost primul joc (cu grafică) care a rulat pe un computer. Cu toate acestea există un patent care datează din 1947-1948, în care se descrie un joc de simulare care utilizează un tub catodic.
Jucătorul juca împotriva computerului, afișajul făcându-se pe tubul catodic de 35*16 pixeli. OXO nu a devenit popular pentru că EDSAC a fost un computer ce era folosit doar la Cambridge. 

## Ecran de început
```
9 8 7       NOUGHTS AND CROSSES
6 5 4               BY
3 2 1       A S DOUGLAS, C.1952

LOADING PLEASE WAIT...

EDSAC/USER FIRST (DIAL 0/1):  

```

## Program
```
EDSAC/USER FIRST (DIAL 0/1):1
DIAL MOVE:6
DIAL MOVE:1
DIAL MOVE:2
DIAL MOVE:7
DIAL MOVE:9
DRAWN GAME...
EDSAC/USER FIRST (DIAL 0/1):

```